# یپه بر تپه
یپه بر تپه، (به انگلیسی: Jeppe on the Hill) یک نمایشنامه در ۵ پرده؛ و اثر لودویگ هولبرگ، است. این نمایشنامه در سال ۱۷۲۲ نوشته شده؛ و در سال ۱۷۲۳ میلادی تحت عنوان: «یپه بر تپه»؛ یا «دهاتی تحول یافته»، به انتشار رسیده‌است. 
 نمایشنامه یپه بر تپه، اولین بار در پاییز سال ۱۷۲۲ در کپنهاک، روی صحنه به اجرا درآمد. در ابتدا، شهروندان کپنهاگ، کمدی‌های دیگر هولبرگ را ترجیح می‌دادند، اما از آغاز قرن نوزدهم، یپه بر تپه، در سراسر کشورهای شمال اروپا محبوبیت داشت. امروزه نمایشنامه یپه بر تپه را معروف‌ترین و پربازدیدترین کمدی هولبرگ می‌دانند.

## خلاصه ماجرای نمایشنامه
در پرده اول، یپه که دهقان همیشه مست و ساده لوحی است توسط همسر خود، که زنی مستبد است؛ برای خرید اجناسی، به شهر فرستاده می‌شود. در راه شهر، گذر یپه، به مسافرخانه و میکده یعقوب می‌افتد. یپه که زنش برای خرید صابون به او پول داده‌است، وسوسه شده و پول امانتی را صرف نوشیدن مشروب می‌کند. سپس بعد از آنکه تمام پول امانتی را ذره به ذره صرف نوشیدن مشروب کرده‌است، مست شده و روی تپه ای از آشغال در نزدیکی میخانه، افتاده و به خواب می‌رود.
 از قضا دسته ای از عیان و اشراف شهر ضمن آنکه از آن محل می‌گذرند، متوجه یپه در آن وضعیت می‌شوند. بارون نیلوس، که سردسته اشراف است، تصمیم می‌گیرد به این دهاتی میخواره درسی بدهد. طبق نقشه بارون، آنها لباس بارون را بر تن یپه، که از فرط مستی بیهوش است، می‌پوشانند. سپس یپه را به قصر بارون برده و در تخت اشرافی بارون، می‌خوابانند. نقشه این است که به یپه تلقین کنند که در واقع او بارون است، اما در اثر مستی، خود را فراموش کرده و تصور می‌کند که دهقان بدبختی است.
در پرده دوم، یپه، در تخت بارون، در حالی که لباس‌های قیمتی بارون را به تن دارد، از خواب بیدار می‌شود. یپه با شگفتی به اطرافش نگاه می‌کند و نمی‌داند در کجاست. اما وقتی از خدمه سؤال می‌کند، همه او را عالیجناب بارون خطاب می‌کنند. یپه کم‌کم به کیستی خود شک می‌کند. اما در اثر پا فشاری خدمه که همگی طبق دستور بارون واقعی، نقش بازی می‌کنند؛ چاره ای جزء تسلیم نیافته و به اجبار او نیز در نقش بارون با دیگران وارد بازی می‌شود و دستور خوراک و آشامیدنی، می‌دهد.
 در پرده سوم، خدمه با احترامی اغراق‌آمیز از یپه، با انواع خوراک و نوشیدنی‌ها پذیرایی می‌کنند. به تدریج و همراه با نوشیدن مشروب، امر به یپه، بیشتر و بیشتر مشتبه می‌شود و هیچ محدودیتی برای اوامر خود قائل نمی‌شود؛ تا جایی که تهدید به دار زدن خدمه دروغگو و خائن می‌کند. اما طولی نمی‌کشد که از فرط مستی دوباره از هوش می‌رود.
در پرده چهارم، یپه، که به دستور بارون واقعی، دوباره لباس روستایی خودش را در خواب مستی، به تنش پوشانده‌اند؛ روی همان تپه آشغالها که به خواب فرورفته بود؛ از خواب بیدار می‌شود. در این حال، زن مستبد، از راه می‌رسد و یپه را در آن حال پیدا می‌کند. بعد از یک دعوای حسابی و کتک و سرزنش فراوان، زنش او را به خانه می‌برد تا بخوابد و مستی از سرش بپرد. اما هنوز به خواب نرفته، خدمه بارون طبق نقشه قبلی به سراغش آمده و او را برای تسلیم به دادگاه با خود می‌برند؛ و یپه را در یک دادگاه نمایشی، به اعدام محکوم می‌کنند
در پرده پنجم، یپه که در حال مستی، به صورت نمایشی اما دروغین، به دار آویزان شده، بار دیگر از خواب بیدار می‌شود؛ و مورد بخشودگی قرار می‌گیرد. به عنوان غرامت و دلجویی، مبلغی نیز به او پرداخت می‌شود. او که ظاهراً زندگی دوباره ای پیدا کرده، بلافاصله، دوان دوان راهی میخانه می‌شود. اما در میخانه یقین پیدا می‌کند که او را به سختی مسخره کرده‌اند.
 نمایشنامه با فرار شرم آور یپه، به پایان می‌رسد. در حالی که بارون موعظه اخلاق کرده و شعاری با این مضمون سر می‌دهد که: 
یارب روا مدار که گدا معتبر شود
 گر معتبر شود ز خدا بی‌خبر شود!

## ایده نمایشنامه
با اینکه امروزه، نمایشنامه یپه بر تپه، معروفترین اثر لودویگ هولبرگ محسوب می‌شود اما قصد هولبرگ از معرفی این نمایشنامه کسب شهرت نبود. او در مقدمه نسخه کتبی نمایشنامه یپه بر تپه، که در سال ۱۷۲۳ انتشار یافت، یادآوری کرده‌است که ایده اصلی و حتی بعضی از جزئیات این نمایشنامه از سفرنامه یک نویسنده آلمانی به نام یعقوب بیدرمن اقتباس شده‌است.

## یادداشت
1. ↑  یعقوب بیدرمن (به انگلیسی: Jacob Bidermann)متولد ۱۵۷۸ میلادی در اتریش و در گذشته در تاریخ ۲۰ اوت ۱۶۳۹ در رُم یک کشیش
و نویسنده آلمانی زبان بود.[۳]